# 安砂水库
安砂水库位于中国福建省永安市及清流县，大坝位于永安市安砂镇，系截流九龙溪而形成的以发电、防洪为主要功能的大（二）型水库。安砂水库是沙溪梯级水电开发的第一座水电站，于1970年4月动工，1975年10月开始发电，1978年12月竣工，属季调节水库。